# Arroyo Grande (Arroyo Tangarupá)
El arroyo Tangarupá es un curso de agua uruguayo que atraviesa el departamento de  Salto perteneciente a la cuenca hidrográfica del Río de la Plata.
Nace en la Cuchilla del Daymán y desemboca en el arroyo Tangarupá.